# La vie de Jésus
La vie de Jésus is een Franse dramafilm onder regie van Bruno Dumont, die werd uitgebracht in 1997. De film is opgenomen en speelt zich af in Belle, de geboorteplaats van de regisseur. De regisseur maakte gebruik van niet-professionele acteurs.

## Verhaal
Freddy is een jonge werkloze die bij zijn moeder, een caféhoudster in het Noord-Franse plaatsje Belle, woont. Hij brengt zijn dagen door op een brommer met zijn vrienden, en met zijn vriendin Marie, een kassierster in een supermarkt. Zijn leven wordt verstoord door Kader, een jongen van Maghrebijnse afkomst, die Marie wil verleiden.

## Rolverdeling
| Acteur             | Personage                                                      |
| ------------------ | -------------------------------------------------------------- |
| David Douche       | Freddy, een jonge werkloze                                     |
| Marjorie Cottreel  | Marie, een kassierster in de supermarkt en vriendin van Freddy |
| Geneviève Cottreel | Yvette, de moeder van Freddy en caféhoudster                   |
| Kader Chaatouf     | Kader                                                          |
| Sébastien Delbaere | Gégé                                                           |
| Sébastien Bailleul | Quinquin                                                       |
| Samuel Boidin      | Michou                                                         |
| Steve Smagghe      | Robert                                                         |

## Prijzen en nominaties
De film won in 1997 de Prix Jean Vigo en de Sutherland Trophy. In 1998 werd de film genomineerd voor de César voor beste debuutfilm.